# Mosehornugle
Mosehornugle (Asio flammeus) har en længde på 34-42 centimeter og et vingefang på 90-105 centimeter.
Den yngler sjældent i Danmark, men er ret almindelig som træk- og vintergæst i september/december – marts/maj.  Den er regnet som kritisk truet på den danske rødliste 2019 (ikke truet globalt).
I træktiden træffes den især på kystnære lokaliteter, ofte strandenge, men også arealer under dyrkning, eller græsmarker. Her jager den i karakteristisk, lav flugt over jorden, med pludselige kast fra side til side, og pludselige dyk ned i græsset. En del individer er ret vokale under jagten, og udstøder korte, lavmælte skrig. I stille vejr kan kaldet, trods lav volumen, høres på lang afstand. 
Mosehornuglen jager for det meste i skumringen eller om morgenen og er dermed mere dagaktiv end de andre ugler. Den fanger primært små gnavere, men kan også fange fugle, fugleunger og andre smådyr.